# História de Comores
A História de Comores é um estudo social sobre a história das ilhas Comores, localizadas na extremidade norte do canal de Moçambique, parte do Oceano Indico, ao largo da costa oriental do continente africano.
Segundo o mito, as ilhas Comores foram primeiramente visitadas por marinheiros fenícios. Os primeiros habitantes das ilhas foram, provavelmente, árabes e africanos.
Conhecidas desde o século IX pelos árabes e persas, as ilhas Comores eram um entreposto comercial fundamental para o fluxo de minérios do Zimbábue para os portos de Áden e Dar es Salaam.
Foram colônia islâmica entre os séculos IX e XIX, inicialmente sob controle Abássida e posteriormente, Otomano. A partir do século XIX, com a desintegração dos impérios islâmicos, as ilhas foram anexadas pela França, juntamente com Mayotte e Reunião.
Em 1975, tornaram-se independentes e passaram a formar a República Federal Islâmica das Comores, com três das quatro ilhas originais do antiga colônia, passando a integrar a Organização das Nações Unidas, a União Africana, a Liga Árabe e a Organização da Conferência Islâmica.